# Polícar
Polícar é um município da Espanha na província de Granada, comunidade autónoma da Andaluzia, de área 5,34 km² com população de 227 habitantes (2007) e densidade populacional de 45,13 hab/km².

## Demografia
| Variação demográfica do município entre 1991 e 2004 | Variação demográfica do município entre 1991 e 2004 | Variação demográfica do município entre 1991 e 2004 | Variação demográfica do município entre 1991 e 2004 |
| --------------------------------------------------- | --------------------------------------------------- | --------------------------------------------------- | --------------------------------------------------- |
| 1991                                                | 1996                                                | 2001                                                | 2004                                                |
| 258                                                 | 260                                                 | 266                                                 | 241                                                 |